# Marantochloa comorensis
Marantochloa comorensis är en strimbladsväxtart som beskrevs av Adolphe-Théodore Brongniart och Jean Antoine Arthur Gris. Marantochloa comorensis ingår i släktet Marantochloa och familjen strimbladsväxter. Inga underarter finns listade.